# Geografia della Valle d'Aosta

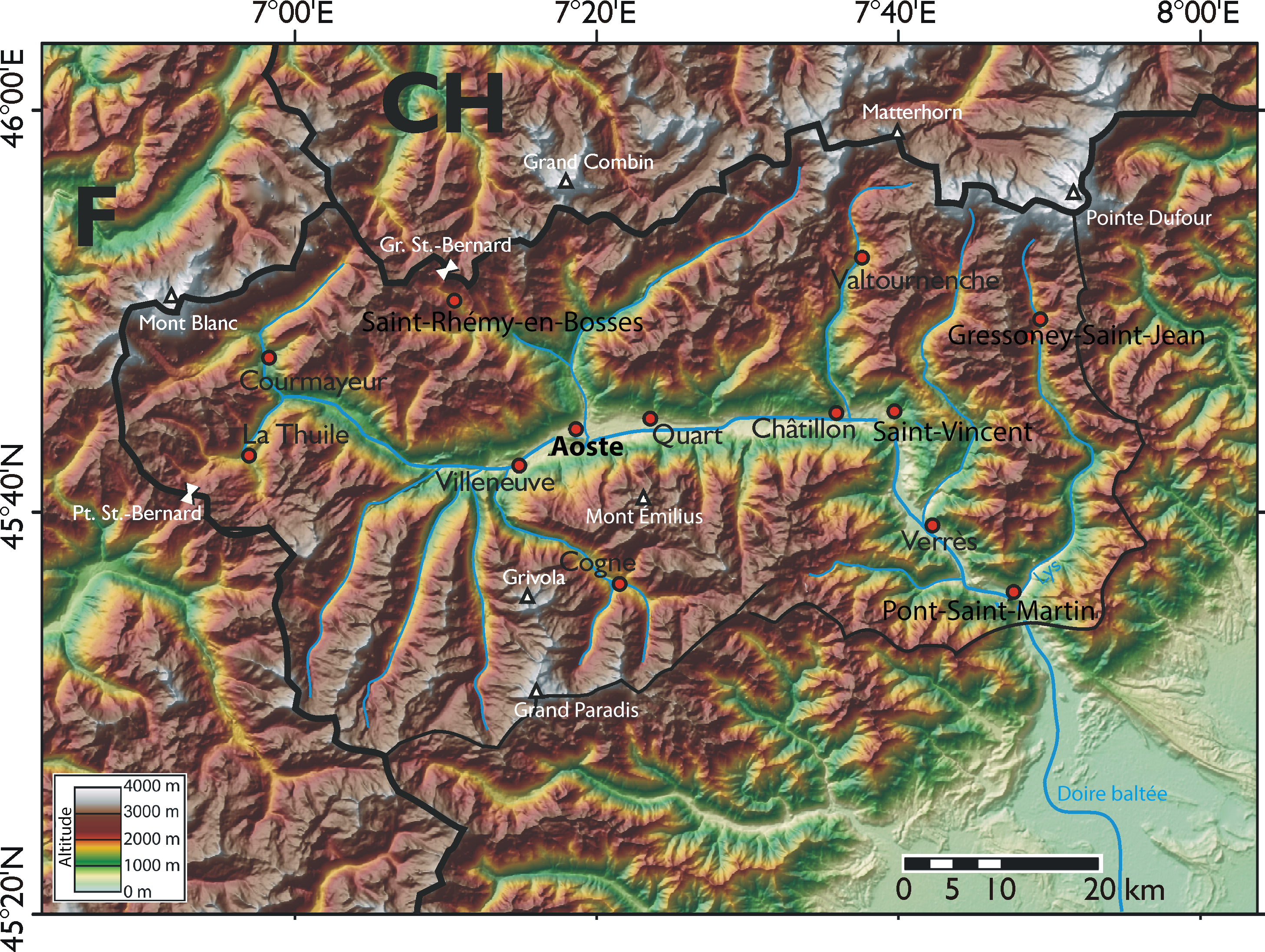
Carta geografica della Valle d'Aosta.

## Dati generali
| Fascia altimetrica m s.l.m. | km²   | %    |
| --------------------------- | ----- | ---- |
| 343-500                     | 6,6   | 0,2  |
| 500-1000                    | 236,4 | 7,2  |
| 1000-1500                   | 372,7 | 11,4 |
| 1500-2000                   | 669,9 | 20,5 |
| 2000-2500                   | 994,6 | 30,5 |
| 2500-3000                   | 768,3 | 23,6 |
| 3000-3500                   | 176,6 | 5,4  |
| 3500-4810                   | 35,5  | 1,1  |

La regione storico-geografica della Valle d'Aosta, corrispondente al territorio amministrativo della Regione Autonoma Valle d'Aosta, alla diocesi di Aosta e al bacino idrografico della Dora Baltea, occupa l'estremo settore nord-occidentale dell'Italia.
Confina a nord con il Canton Vallese (Svizzera); a nord ovest con i dipartimenti francesi della Savoia e dell'Alta Savoia; a sud e ad est con il Piemonte.
La regione è zona quasi interamente montuosa con una quota minima di 343 metri slm (a Pont-Saint-Martin) e una massima di 4810 (Monte Bianco). L'altitudine media è di oltre 2100 metri, infatti il 60% del territorio si trova oltre i 2000 metri. La regione della valle principale sotto i 600 m può considerarsi per altitudine collinare.
La regione occupa 3.263 km², delimitata da un perimetro montuoso segnato da tutti i "quattromila" delle Alpi Occidentali italiane: il massiccio del Monte Bianco a ovest, il massiccio del Monte Rosa e del Cervino a nord-est, il massiccio del Gran Paradiso a sud e quello del Grand Combin (in Svizzera) a nord.
Le coordinate geografiche dei punti estremi della regione sono:
- nord 45.987901°N 7.56973°E - corrisponde alla Tête Blanche (3.724 m s.l.m.), montagna della Valpelline, al confine con il Canton Vallese;
- ovest 45.780397°N 6.800859°E - corrisponde alla Aiguille des Glaciers (3.817 m s.l.m.), montagna nel Massiccio di Trélatête, al confine con l'Alta Savoia;
- est 45.643034°N 7.939811°E - nei pressi del Mont Mars (2.600 m s.l.m., montagna delle Prealpi Biellesi, al confine con il Piemonte;
- sud 45.467487°N 7.10412°E - nei pressi della Punta di Galisia (3.345 m s.l.m.), montagna delle Alpi Graie, al confine con la Savoia e con il Piemonte.

## Orografia

### Monti

Altimetria della Valle d'Aosta

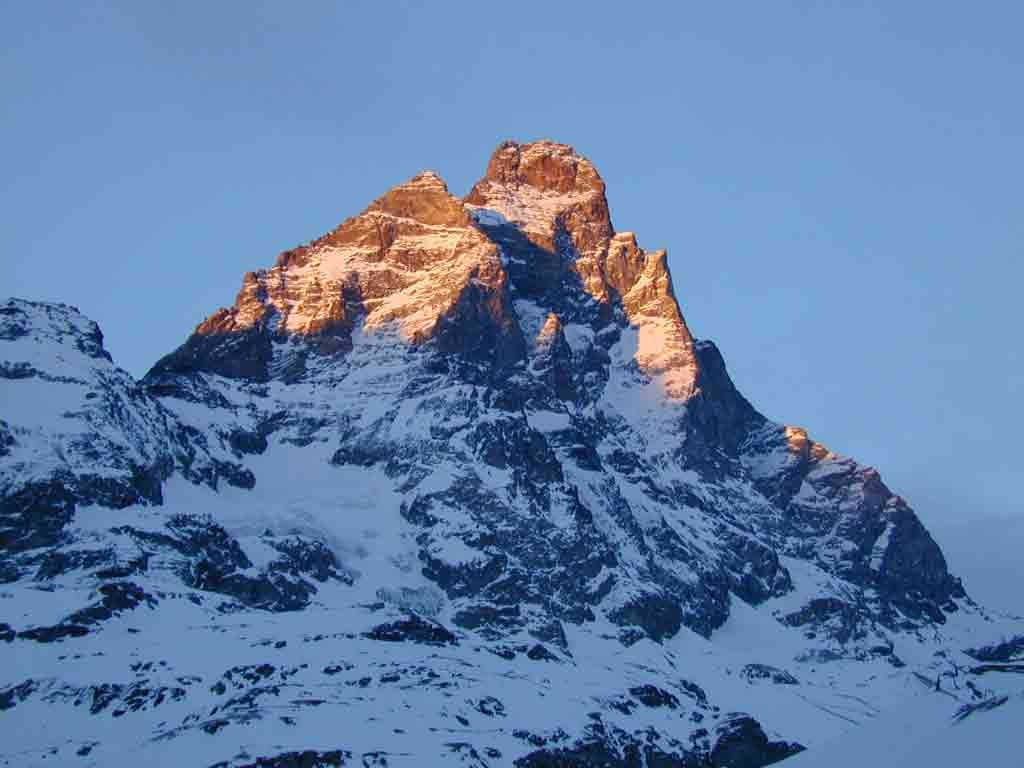
Il versante valdostano del Cervino.

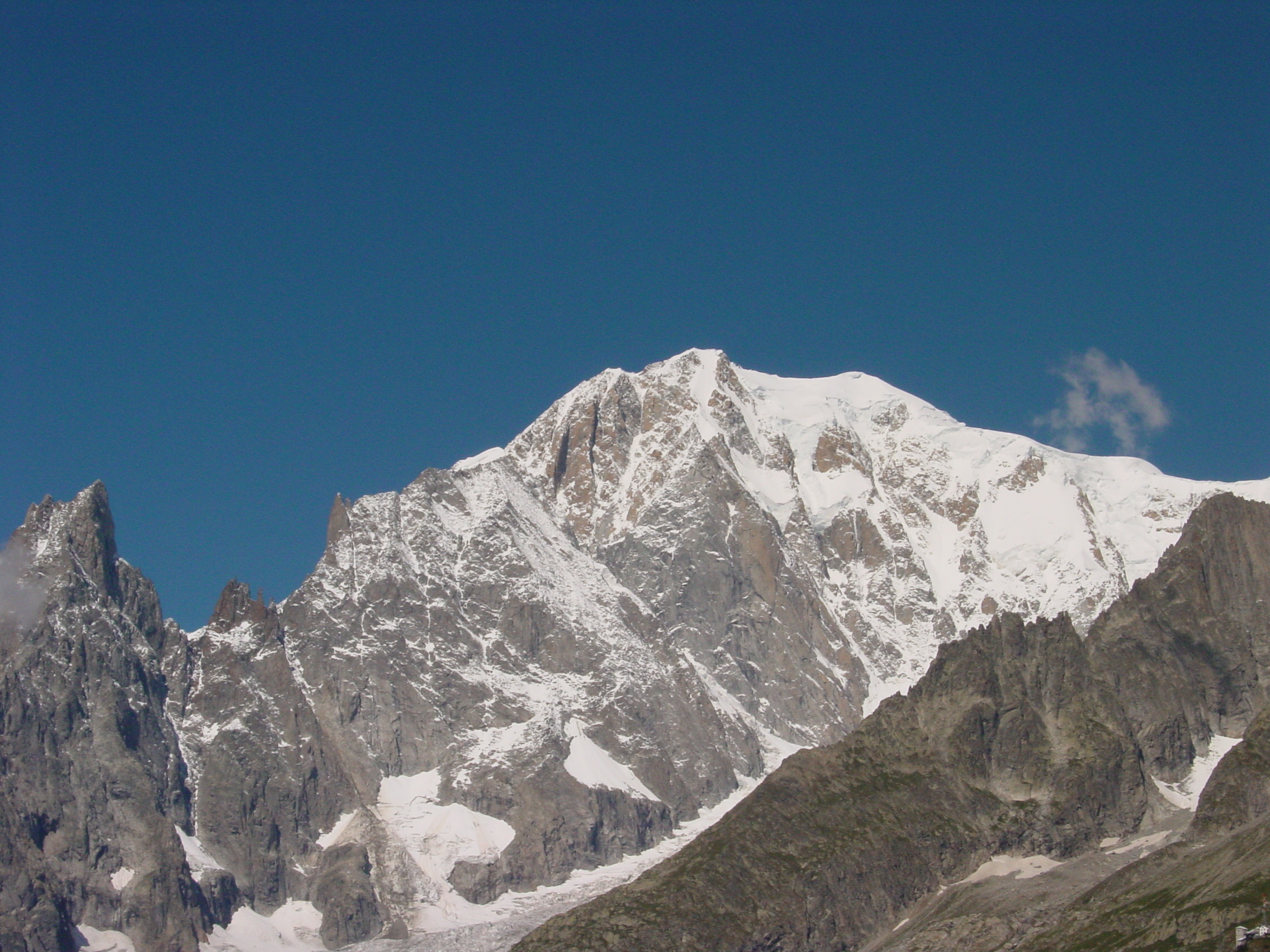
Il Monte Bianco.

La Valle d'Aosta è famosa per le sue montagne. Per tutta la sua lunghezza, essa separa le Alpi Pennine (a nord e ad est) dalle Alpi Graie (ad ovest ed a sud) fino a giungere al fondo della val Ferret, dove si trova il col Ferret.

## Geologia
La Valle d'Aosta è stata particolarmente interessata dalla formazione della catena delle Alpi, che qui raggiunge le vette più elevate. Particolarmente forti sono state le spinte che hanno favorito la crescita della catena alpina. Nei pressi di Courmayeur passa il Fronte Pennidico, linea di faglia crostale che ha permesso lo scorrimento tra la placca europea e la placca africana che ha generato le Alpi.
Più nel dettaglio a nord, lungo il confine con il canton Vallese, troviamo in sequenza le Alpi del Grand Combin, le Alpi del Weisshorn e del Cervino e le Alpi del Monte Rosa, gruppi appartenenti alle Alpi Pennine. Ad ovest, lungo il confine francese troviamo le Alpi del Monte Bianco che appartengono alle Alpi Graie e chiudono la valle. A sud, lungo lo spartiacque con il Piemonte, troviamo le Alpi del Gran Paradiso, anch'esse appartenenti alle Alpi Graie. Infine ad est, sempre lungo lo spartiacque con il Piemonte, troviamo le Alpi Biellesi, che appartengono alle Alpi Pennine.
Le montagne valdostane sono state teatro della storia dell'alpinismo europeo: dalla conquista del monte Bianco, avvenuta nel 1786, alla conquista del Cervino, nel 1865, fino alle più moderne vie di arrampicata ed alpinistiche.
Oggi le montagne sono grandi mete turistiche, escursionistiche ed alpinistiche.
Molte vette presenti nella valle superano i 4000 metri slm. Tali vette sono oltre 40.
Ecco l'elenco completo dei 4000 della Valle d'Aosta:
- Monte Bianco - 4.810 m[3]
- Monte Bianco di Courmayeur - 4.748 m
- Monte Rosa - 4.637 m
- Lyskamm Orientale (Ostliche Lyskamm) - 4.527 m
- Lyskamm Occidentale (Westliche Lyskamm) - 4.481 m
- Cervino - 4.478 m
- Picco Luigi Amedeo - 4.470 m
- Monte Maudit - 4.468 m
- Ludwigshöhe - 4.342 m
- Corno Nero (Schwarzhorn) - 4.322 m
- Dôme du Goûter - 4.306 m
- Naso del Lyskamm - 4.272 m
- Grand Pilier d'Angle - 4.234 m
- Castore - 4.221 m
- Piramide Vincent - 4.215 m
- Punta Walker (Grandes Jorasses) - 4.206 m
- Punta Whymper (Grandes Jorasses) - 4.180 m
- Dent d'Hérens - 4.179 m
- Balmenhorn - 4.167 m
- Breithorn Occidentale (Monte Breithorn) - 4.165 m
- Breithorn Centrale (Monte Breithorn) - 4.160 m
- Dent d'Hérens, la Corne - 4.148 m
- Breithorn Orientale (Monte Breithorn) - 4.141 m
- Aiguille Blanche de Peuterey - 4.112 m
- Punta Croz (Grandes Jorasses) - 4.108 m
- Breithornzwillinge (Monte Breithorn) - 4.106 m
- Polluce - 4.091 m
- Punta Felik (Felekspètze) - 4.088 m
- Roccia Nera o Schwarzruken (Monte Breithorn) - 4.075 m
- Dent d'Hérens, Gendarme crochu - 4.075 m
- Monte Brouillard - 4.069 m
- Punta Margherita (Grandes Jorasses) - 4.065 m
- Gran Paradiso - 4.061 m
- Aiguille de Bionnassay - 4.052 m
- Punta Giordani - 4.046 m
- Punta Elena (Grandes Jorasses) - 4.042 m
- Dent d'Hérens, l'Épaule - 4.040 m
- Roc - 4.026 m
- Dôme de Rochefort - 4.016 m
- Dente del Gigante - 4.014 m
- Punta Baretti - 4.013 m
- Piton des Italiens - 4.003 m
- Aiguille de Rochefort - 4.001 m

Oltre ai 4000 della Valle d'Aosta altre vette importanti sono:
- Grivola - 3.969 m
- Piccolo Paradiso - 3.926 m
- Aiguilles de Trélatête - 3.911 m
- Aiguille de Triolet - 3.874 m
- Herbétet - 3.778 m
- Aiguille Noire de Peuterey - 3.773 m
- Aiguille de Leschaux - 3.759 m
- Roccia Viva - 3.650 m
- Ciarforon - 3.642 m
- Monte Emilius - 3.559 m
- Punta Tersiva - 3.513 m
- Becca di Luseney - 3.504 m
- Becca Vannetta - 3.361 m
- Grande Rochère - 3.326 m
- Becca di Nona - 3.146

### Valichi

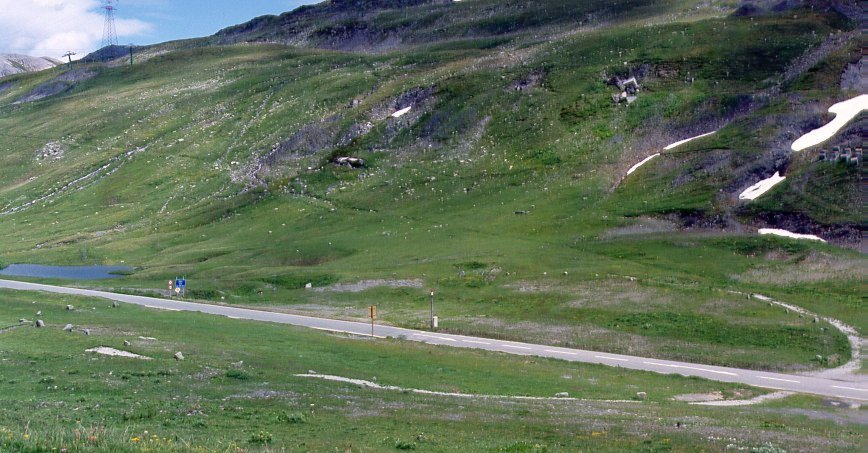
Il Cromlech del Colle del Piccolo San Bernardo.

La Valle d'Aosta è una regione intramontana. Per questo motivo i valichi alpini hanno sempre avuto un'importanza fondamentale nella sua storia. Ancora oggi le comunicazioni rivestono un notevole interesse.
I valichi principali che collegano la Valle d'Aosta con le regioni circostanti sono:
- Piccolo San Bernardo, verso la Savoia (Francia);
- Gran San Bernardo, verso il Vallese (Svizzera).

Altri valichi che rivestono importanza storica e/o geografica sono:
- Colle Bettaforca
- Colle superiore delle Cime Bianche
- Colle Carrel
- Colle Collon
- Col de Fenêtre
- Col Ferret
- Colle Carrel
- Fenêtre de Champorcher
- Col de Joux
- Colle del Lys
- Colle della Mologna Grande
- Colle del Nivolet
- Colle del Loo
- Col d'Olen
- Colle Pinter
- Colle della Vecchia
- Colle della Lace
- Colle della Barma
- Passo dei Salati
- Colle San Carlo
- Colle della Seigne
- Colle del Teodulo
- Colle di Valdobbia
- Colle Saint-Pantaléon

Le comunicazioni con le regioni vicine oggi sono assicurate, oltre che dai valichi, anche dal Traforo del Monte Bianco e dal Traforo del Gran San Bernardo.

### Valli laterali

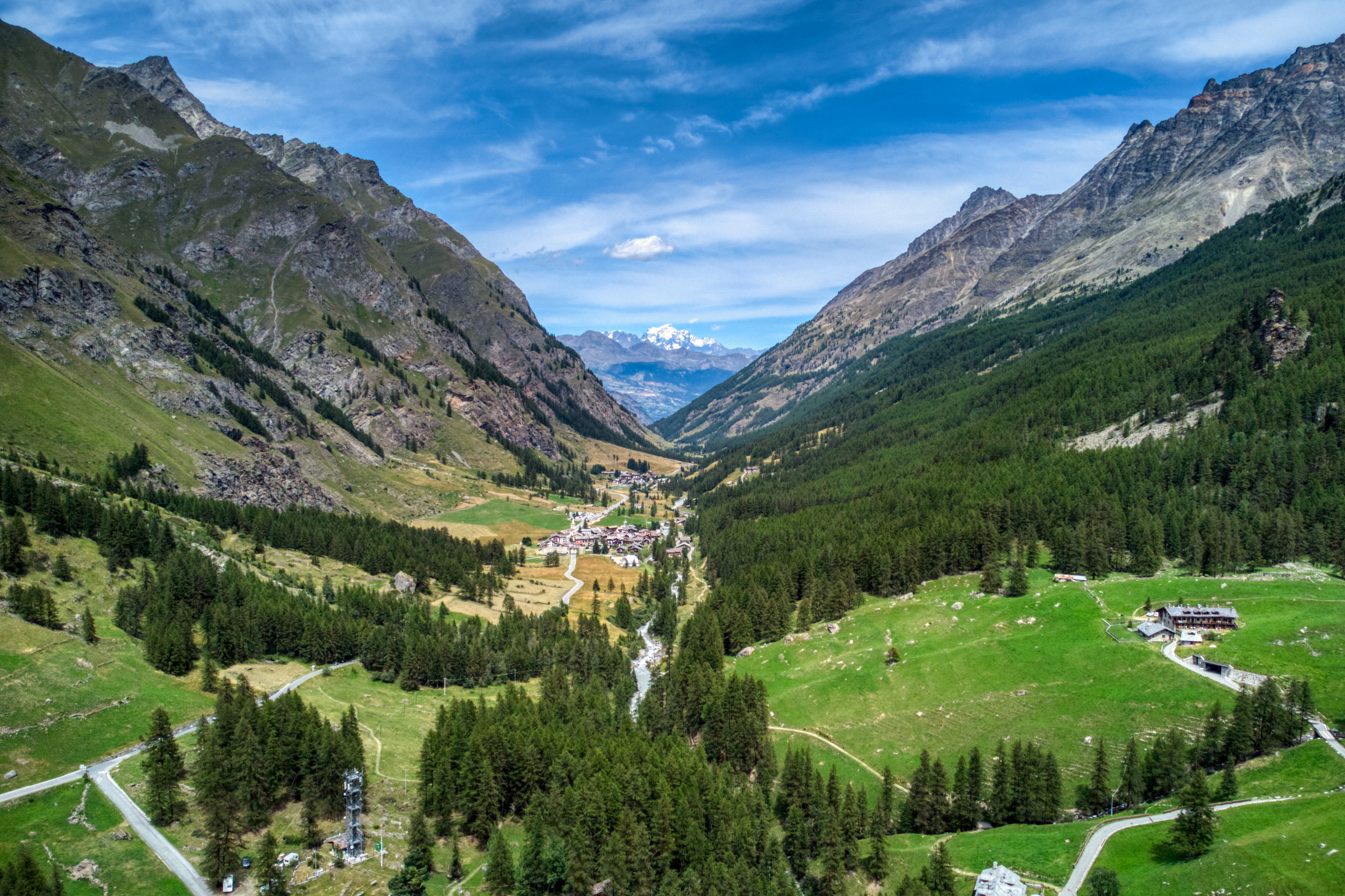
Panorama dell'alta val di Rhêmes. In primo piano, il villaggio di Bruil, capoluogo del comune di Rhêmes-Notre-Dame.

La Valle d'Aosta è la valle solcata dalla Dora Baltea fino a che questa arriva nella pianura padana. È valle di tipo glaciale con tipica forma ad U, interrotta più volte da strettoie e residui di vecchie morene.
Dalla valle principale si dipartono tanto sulla sinistra che sulla destra orografica diverse valli laterali.
Partendo dall'alta valle, si individuano le seguenti valli:
- valli della sinistra orografica (adret[4])
  - Val Ferret
  - Comba di Vertosan
  - Valle del Gran San Bernardo
  - Valpelline
  - Vallone di Saint-Barthélemy
  - Valtournenche
  - Val d'Ayas
  - Valle del Lys, o Valle di Gressoney
- valli della destra orografica (envers[5])
  - Val Veny
  - Vallone di La Thuile
  - Valgrisenche
  - Val di Rhêmes
  - Valsavarenche
  - Val di Cogne, divisa a sua volta in:
    - Valnontey
    - Vallone di Grauson
    - Vallone dell'Urtier
    - Valeille

  - Vallone delle Laures
  - Vallone di Saint-Marcel
  - Val Clavalité
  - Vallone di Champdepraz
  - Valle di Champorcher

La porzione della valle principale, con le rispettive valli laterali, a ovest di Pierre-Taillée (presso Runaz) è chiamata Valdigne. La Valdigne comprende quindi la val Ferret, la Val Veny ed il vallone di La Thuile.

## Idrografia

### Ghiacciai

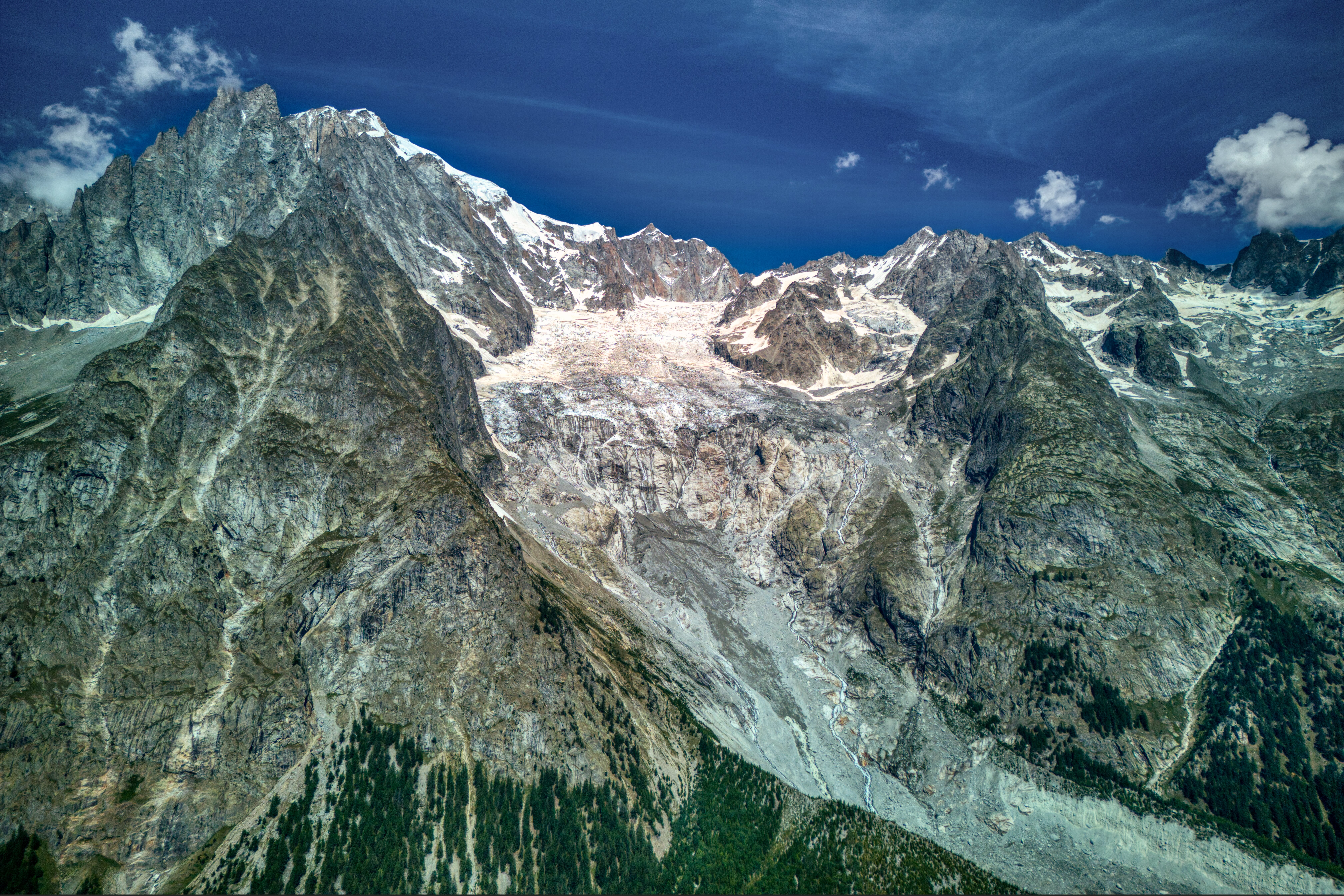
Il Ghiacciaio della Brenva.

Circa un 4% della superficie valdostana è coperta da ghiacciai: se ne contano circa 200. Costantemente monitorati, subiscono il riscaldamento globale e dal 1850 si stanno progressivamente ritirando.
Alcuni dei principali ghiacciai sono:
- Ghiacciaio della Brenva, in val Veny, nel massiccio del Monte Bianco
- Ghiacciaio del Lys nel Monte Rosa
- Grande Ghiacciaio di Verra, alla testata della val d'Ayas, nel Monte Rosa.
- Ghiacciaio di Château Blanc, molto visibile da Aosta e dalla media valle
- Ghiacciaio des Grandes Murailles, in Valpelline, nelle Alpi Pennine
- Ghiacciaio del Miage, in val Veny, nel massiccio del monte Bianco
- Ghiacciaio del Rutor, ai piedi della Testa del Rutor

### Fiumi

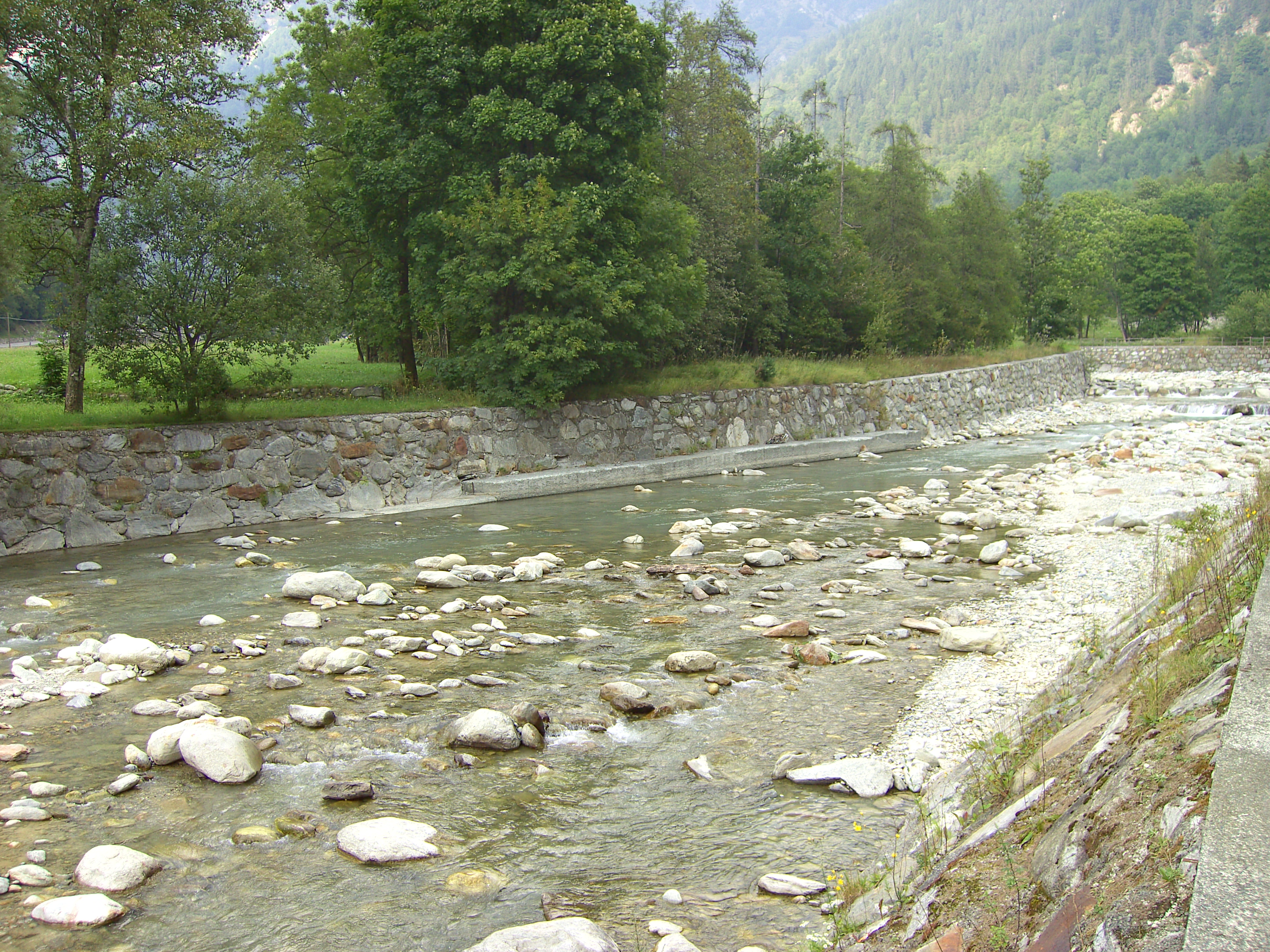
Il torrente Lys nei pressi di Gaby.

Il fiume che solca l'intera Valle, da nord-ovest a sud-est, è la Dora Baltea, lungo 160 chilometri. Nasce convenzionalmente dal ghiacciaio della Brenva, in Val Veny, ma prende il nome alla confluenza tra la Dora di Ferret (proveniente dal ghiacciaio di Pré de Bar in Val Ferret) e della Dora di Veny (dal ghiacciaio del Miage in Val Veny). Il fiume riceve le acque da tutti i torrenti delle valli laterali valdostane, lambisce il capoluogo Aosta, prosegue attraverso chiuse, rapide e tratti pianeggianti e giunto in Piemonte si getta nel Po nei pressi di Crescentino.
I principali affluenti della Dora Baltea in territorio valdostano sono (partendo dalla sorgente):
- Dora di Valgrisenche - affluente di destra, scende dalla Valgrisenche e confluisce nei pressi di Arvier
- Dora di Rhêmes - affluente di destra, scende dalla val di Rhêmes e confluisce nel Savara nei pressi di Introd
- Savara - affluente di destra, scende dalla Valsavarenche e confluisce a Villeneuve
- Grand Eyvia - affluente di destra, scende dalla val di Cogne e confluisce nei pressi di Aymavilles;
- Buthier - affluente di sinistra, scende dalla Valpelline e confluisce nei pressi di Aosta;
- Marmore - affluente di sinistra, scende dalla Valtournenche e confluisce nei pressi di Châtillon;
- Chalamy - affluente di destra, scende dal vallone di Champdepraz e confluisce nei pressi di Verrès;
- Évançon - affluente di sinistra, scende dalla Val d'Ayas e confluisce nei pressi di Fleuran (Issogne);
- Ayasse - affluente di destra, scende dalla valle di Champorcher e confluisce nei pressi di Hône;
- Lys - affluente di sinistra, scende dalla valle del Lys e confluisce nei pressi di Pont-Saint-Martin.

### Laghi

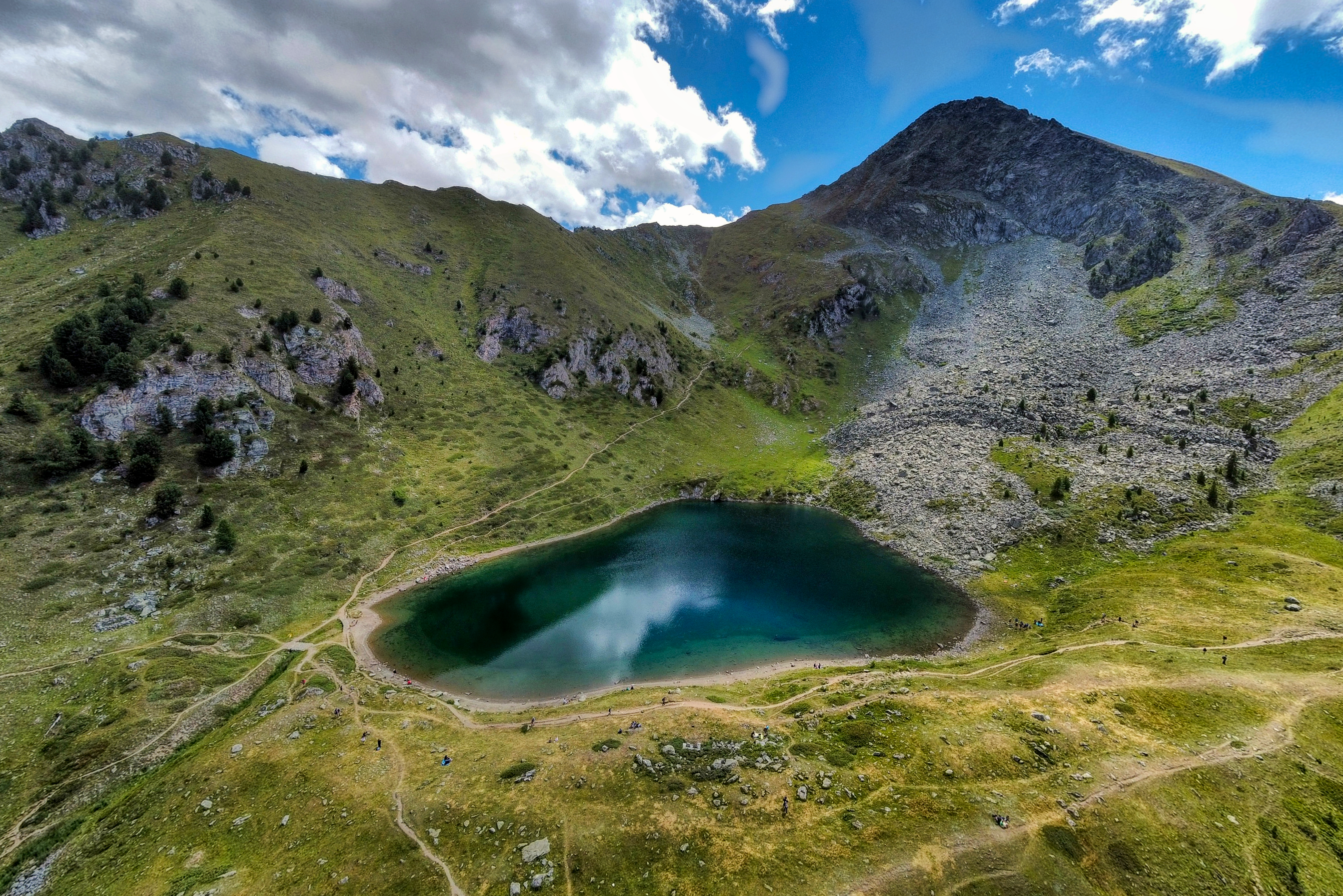
Lago di Chamolé, sopra l'abitato di Pila

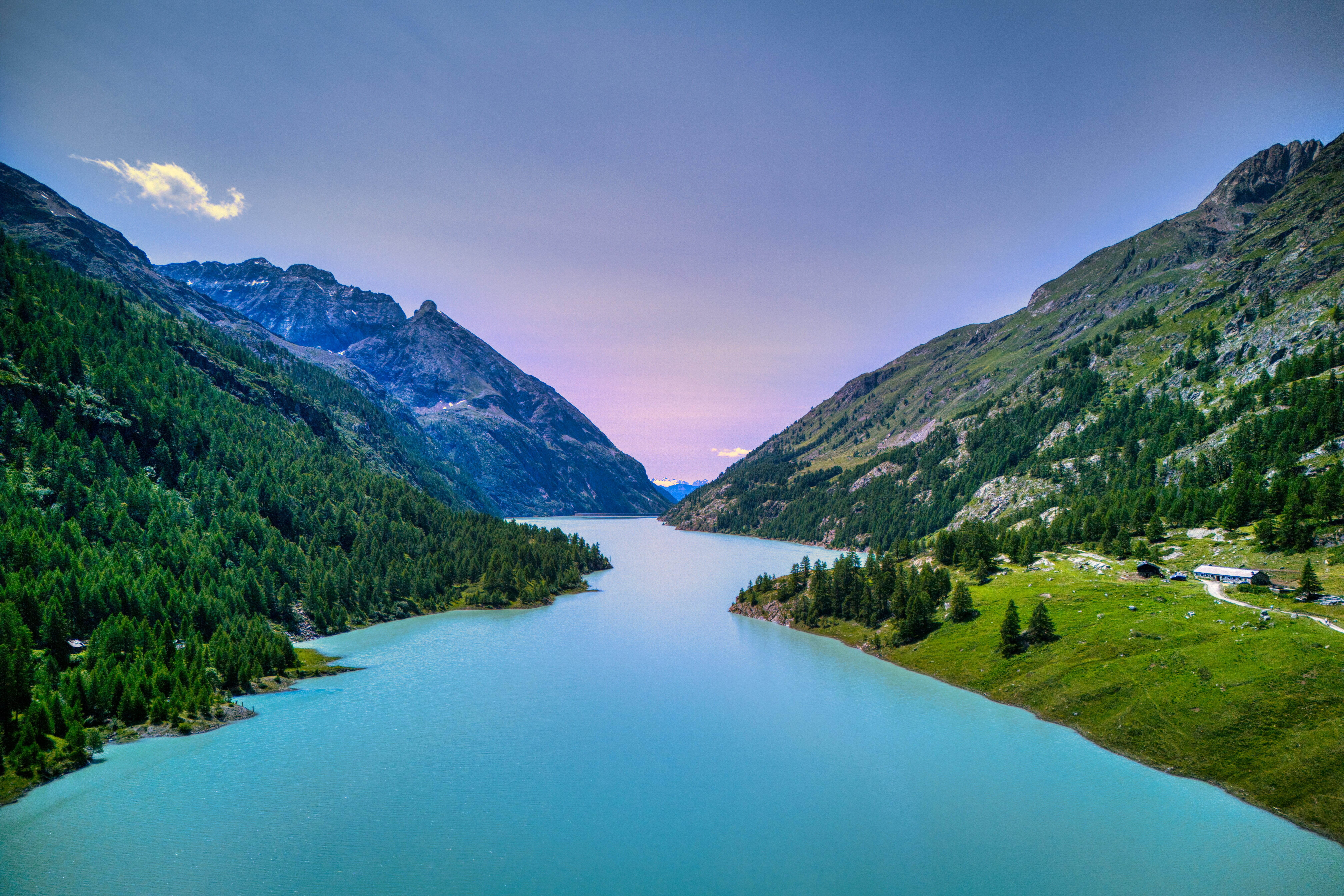
Lago di Place-Moulin

Nella regione non sono presenti laghi di dimensione rilevante.
I laghi più grandi sono formati da bacini artificiali realizzati per la produzione dell'energia elettrica. Tra questi si ricordano:
- Lago di Place-Moulin a Bionaz;
- Lago di Beauregard a Valgrisenche;
- Lago di Cignana a Valtournenche.

Altri due laghi artificiali di minori dimensioni sono il Lago Gabiet e il Lago Goillet.
I laghi naturali sono di origine alpina e si trovano generalmente tra i 2.000 e i 2.700 metri di quota in conche lavorate dai ghiacciai. Tra questi si ricordano:
- Lago Verney, nel Vallone di La Thuile, non lontano dal Colle del Piccolo San Bernardo;
- Lago Misérin, nell'alta Valle di Champorcher;
- Lago d'Arpy e Lago di Pietra Rossa, nel comune di Morgex;
- Lago di Chamolé, sopra l'abitato di Pila;
- Lago di Lod, nel comune di Chamois.

## Clima
A causa dell'orografia del territorio valdostano esistono dei microclimi locali assai differenti anche tra vallate o versanti vicini.
Le temperature variano in base alla quota del territorio. In quota vige un clima alpino, per cui le estati sono brevi e fresche e subentrano poi dei lunghi inverni freddi con temperature che scendono anche a -20 °C e punte anche inferiori a -30 °C a quote maggiori di 2000 m. I fondivalle hanno invece un andamento tipico dei climi continentali: in inverno le temperature scendono sotto allo 0 °C anche di una decina di gradi, d'estate viceversa salgono anche su valori di oltre 30 °C con scarsa ventilazione che accentua la sensazione d'afa.
Le piogge sulla Valle d'Aosta risultano scarse, soprattutto se confrontate con le altre regioni del settore alpino, in quanto i venti che soffiano più frequentemente sono di provenienza occidentale e scaricano sui versanti ovest delle Alpi il loro contenuto di umidità. Le vallate più interne incassate tra imponenti rilievi risultano essere assai secche; le precipitazioni aumentano con la quota superando in genere di poco i 1000 mm anche sui rilievi più elevati. Tali livelli di piovosità bassi sono dovuti proprio all'effetto barriera che i rilievi esercitano nei confronti delle depressioni atlantiche.
Esistono comunque delle aree a maggiore piovosità, al confine con il Piemonte, aperto agli influssi meridionali e al confine con la Francia e la Svizzera a causa dell'esposizione favorevole sia alle correnti settentrionali che a quelle occidentali atlantiche.
Le precipitazioni assumono carattere nevoso in quota sopra i 2400 m in qualsiasi stagione dell'anno. L'inverno è generalmente la stagione più asciutta, ad eccezione dei versanti occidentali, dove sono maggiori le precipitazioni spesso in forma nevosa nei mesi invernali. Nei mesi invernali l'intensità del vento è a volte tale che la brusca discesa dai pendii delle Alpi genera rilevanti episodi di Foehn. Anche in questo caso i versanti occidentali valdostani fanno eccezione, in quanto è prevalente l'effetto Stau con rilevanti precipitazioni nevose invernali.
Ecco alcuni dati climatici presi dalle otto stazioni meteorologiche valdostane:
| Nome | alt  | tma   |
| Aosta | 583  | 10,9  |
| Brusson | 1338 | 6,3   |
| Courmayeur | 1220 | 7,8   |
| Gressoney-La-Trinité | 1850 | 4     |
| Gressoney-Saint-Jean | 1400 | 4,6   |
| Saint-Barthélemy | 1675 | 6,1   |
| Plateau Rosa | 3488 | - 5,8 |
| Valpelline | 950  | 8,7   |
| Nome = nome della stazione meteorologica; alt = altitudine sul livello del mare in metri; tma = temperatura media annua in °C; tme = temperatura media estiva in °C; tmi = temperatura media invernale in °C; prec = precipitazioni annue in millimetri; gp = numero dei giorni di pioggia annuali. |      |       |

Sono invece riportati nella tabella sottostante i valori che si registrano nella capoluogo di Aosta.
| AOSTA              | Mesi | Mesi | Mesi | Mesi | Mesi | Mesi | Mesi | Mesi | Mesi | Mesi | Mesi | Mesi | Stagioni | Stagioni | Stagioni | Stagioni | Anno |
| AOSTA              | Gen  | Feb  | Mar  | Apr  | Mag  | Giu  | Lug  | Ago  | Set  | Ott  | Nov  | Dic  | Inv      | Pri      | Est      | Aut      | Anno |
| ------------------ | ---- | ---- | ---- | ---- | ---- | ---- | ---- | ---- | ---- | ---- | ---- | ---- | -------- | -------- | -------- | -------- | ---- |
| T. max. media (°C) | 4,5  | 7,0  | 11,5 | 15,4 | 20,9 | 24,1 | 26,7 | 24,7 | 20,8 | 14,5 | 8,4  | 5,5  | 5,7      | 15,9     | 25,2     | 14,6     | 15,3 |
| T. min. media (°C) | −3,2 | −0,8 | 2,8  | 6,5  | 10,5 | 13,6 | 15,8 | 14,3 | 12,0 | 6,8  | 1,8  | −1,4 | −1,8     | 6,6      | 14,6     | 6,9      | 6,6  |

## Aree protette

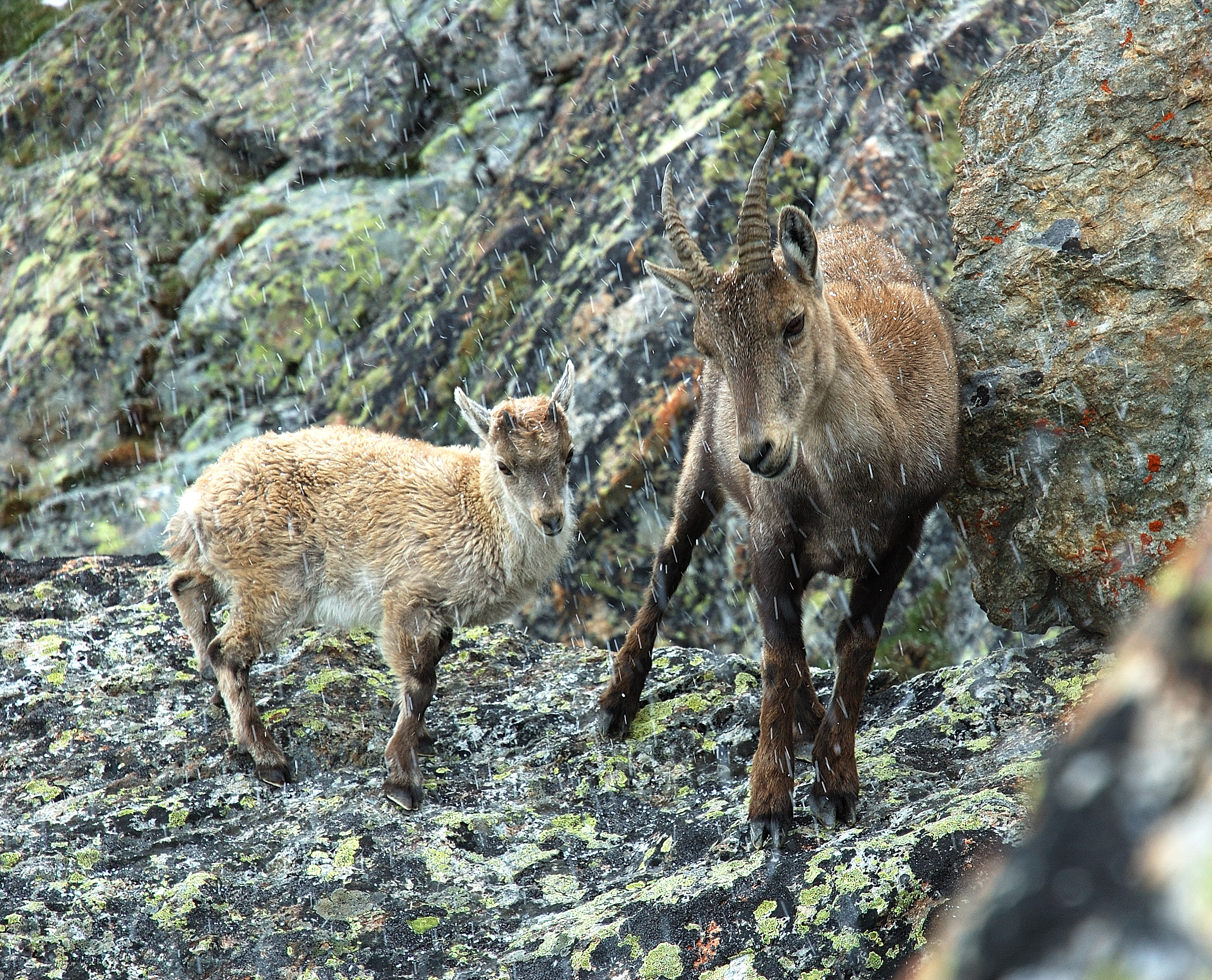
Esemplari di stambecchi in Val Veny.

La Valle d'Aosta, per la ricchezza e la varietà dei suoi ambienti, costituisce un patrimonio che richiede particolare salvaguardia e protezione.
Lo statuto speciale in vigore in Valle d'Aosta prevede una sezione autonoma regionale del Corpo forestale dello Stato, che gode di larga autonomia. Questa caratteristica permette un controllo approfondito del territorio, al fine di garantire la protezione dell'ambiente.

### Parchi nazionali e naturali
Il Parco nazionale del Gran Paradiso è stata una delle prime aree protette e il primo parco nazionale d'Italia ed esprime, quasi per antonomasia, il concetto di salvaguardia e valorizzazione delle risorse ambientali. Al giorno d'oggi, esso costituisce una grande meta turistica ed escursionistica per la ricchezza della sua fauna e per la varietà della sua flora.
Il Parco naturale del Mont Avic è un parco regionale istituito nel 1989 al fine di salvaguardare le caratteristiche peculiari della Valle di Champdepraz, ancora molto preservata dall'intervento dell'uomo e del turismo di massa.

### Giardini botanici alpini
- Giardino alpino Chanousia, al Colle del Piccolo San Bernardo;
- Giardino alpino Saussurea, al pavillon du Mont Fréty, sopra Courmayeur, nel massiccio del Monte Bianco;
- Giardino alpino Paradisia, in Valnontey;
- Giardino alpino Castel Savoia, presso il Castel Savoia, a Gressoney-Saint-Jean.

### Riserve naturali

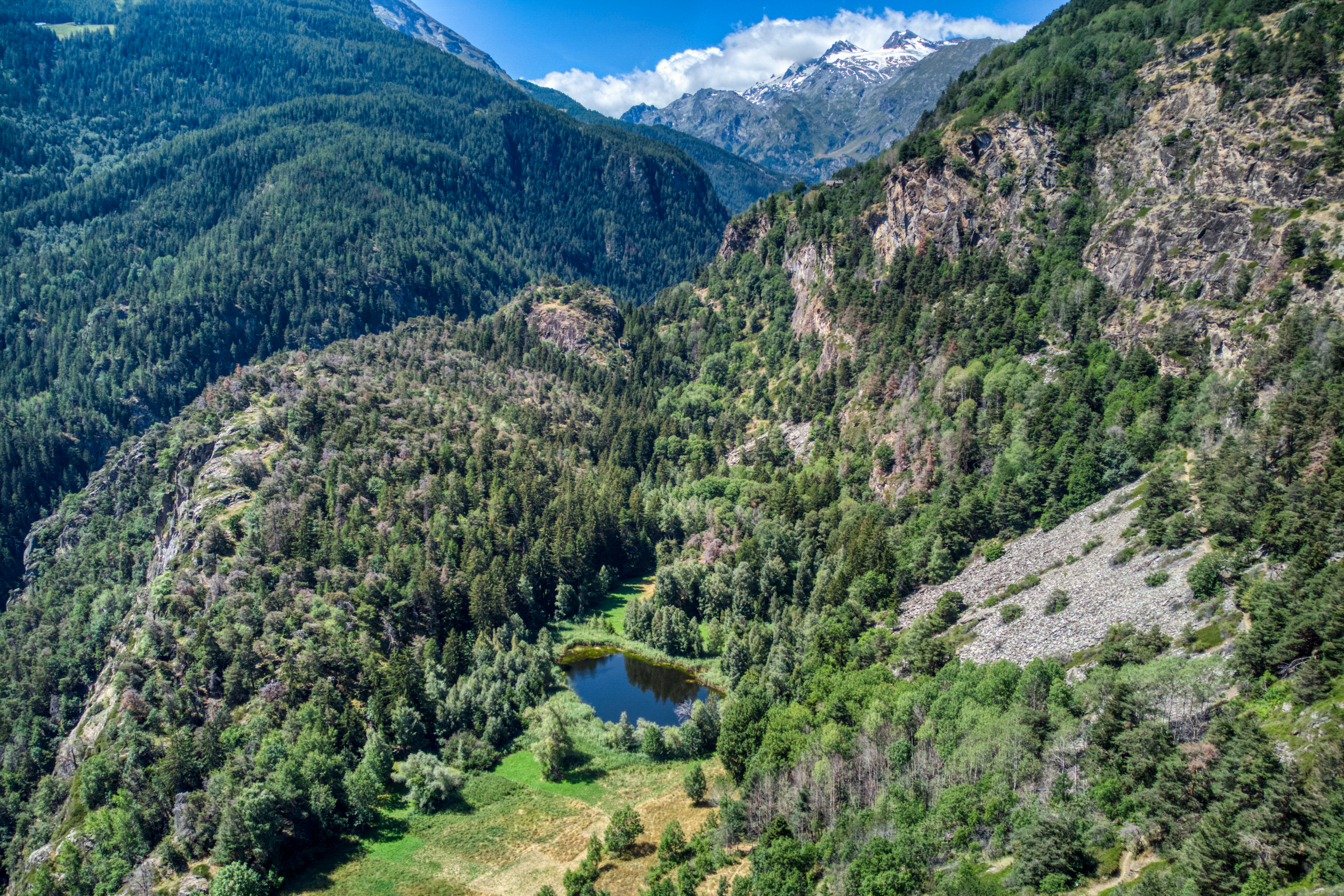
Riserva naturale Lolair

Si hanno inoltre le seguenti riserve naturali regionali:
- Riserva naturale Côte de Gargantua: salvaguarda la morena laterale del ghiacciaio che ha scavato la valle della Dora Baltea. Secondo una leggenda locale, sotto la morena è sepolto il dito mignolo del piede del gigante Gargantua;
- Riserva naturale Lac de Ville: protegge un lago nel comune di Challand-Saint-Victor particolarmente ricco di fauna;
- Riserva naturale Les Îles: situato alla confluenza del torrente Saint-Marcel con la Dora Baltea;
- Riserva naturale Lolair: si trova nel comune di Arvier all'imbocco della Valgrisenche;
- Riserva naturale Lozon: preserva uno stagno che si trova su un terrazzo alpino a 1.520 m s.l.m. nel comune di Verrayes;
- Riserva naturale Marais: circoscrive un tratto della Dora Baltea nei comuni di Morgex e La Salle;
- Riserva naturale Mont Mars: protegge parte del versante valdostano del Mont Mars nel comune di Fontainemore;
- Riserva naturale stagno di Holay: zona umida nel comune di Pont-Saint-Martin;
- Riserva naturale Tzatelet: posta nella zona di confluenza tra la Valpelline e la valle della Dora Baltea.

### Arboretum e parchi monumentali
- Parco « Abbé Joseph-Marie Henry », a Courmayeur (località Plan Gorret) ;
- Arboretum Pierre-Louis Vescoz, a Verrayes (località Pointys) ;
- Arboretum « Borna di laou », a Verrès (località Saint-Gilles) ;
- Parco del castello Passerin d'Entrèves, a Châtillon (entrata da via Gervasone) ;
- Arboretum « Lo parque d'Euntrebeun », sulla collina di Aosta (località Entrebin)

## Geografia antropica
La valle è suddivisa in otto Unité de Communes, che hanno l'obiettivo di favorire la conservazione e lo sviluppo delle ricchezze e peculiarità culturali, linguistiche ed ambientali:
- Unité des communes valdôtaines Valdigne - Mont-Blanc - comprendente le valli e i comuni della Valdigne;
- Unité des communes valdôtaines Grand-Paradis - comprendente le valli sulla destra orografica della Dora Baltea, che si rivolgono verso il Gran Paradiso, e i comuni limitrofi della valle centrale;
- Unité des communes valdôtaines Grand-Combin - comprendente le valli sulla sinistra orografica della Dora Baltea, che sono dominate dal Grand Combin;
- Unité des communes valdôtaines Mont-Émilius - comprendente i comuni della plaine di Aosta (Aosta esclusa) e limitrofi;
- Unité des communes valdôtaines Mont-Cervin - comprendente i comuni della Valtournenche, dominata dal Cervino, e comuni limitrofi del fondovalle;
- Unité des communes valdôtaines de l'Évançon - comprendente i comuni della Val d'Ayas e limitrofi;
- Unité des communes valdôtaines Mont-Rose - comprendente i comuni della Valle di Champorcher, della bassa Valle del Lys e della plaine de Donnas;
- Unité des communes valdôtaines Walser - comprendente l'alta Valle del Lys, di tradizione walser.